# 姚祚端
姚祚端（1581年—？），字正初，号世所，浙江烏程縣人，明朝政治人物。

## 生平
万历二十八年（1600年）庚子科浙江乡试第四十四名举人，萬曆三十五年（1607年）丁未科进士，刑部观政，次年任江都县知县，四十一年行取，四十二年考选，授四川道试监察御史，四十七年實授，巡按陕西，天啓四年（1624年）升四川按察司副使，本年养病。五年起复福建道御史，京畿道刷卷，七年升太僕寺少卿，丁忧归。崇祯初以考察降调，崇祯四年降河南布政司照磨，官至南京太仆丞，晋升尚宝司丞。

## 家族
曾祖姚林。祖父姚讓，贈文林郎知县。父姚舜牧，字虞佐，號承菴，萬曆癸酉科舉人，官江西广昌知县。母李氏，贈孺人；継母馬氏，封孺人；金氏。具庆下。弟祚碩、祚敦（监生）、祚慎、祚重（监生）、祚驯。